# 乔治·W·坎贝尔
乔治·华盛顿·坎贝尔（George Washington Campbell，1769年2月9日—1848年2月17日），美国律师、政治家，美国民主-共和党成员，曾任美国参议员（1811年-1814年、1815年-1818年）和美国财政部长（1814年）。
| 前任： 艾伯特·加勒廷 | 美国财政部长 1814年 | 繼任： 亚历山大·J·达拉斯 |